# 厦门市妇幼保健院
厦门市妇幼保健院（厦门大学附属妇女儿童医院，厦门市林巧稚妇女儿童医院），是中国福建省厦门市一座婦產科學专科三级甲等医院，由厦门市卫生健康委员会管理，是厦门大学的附属医院之一。

## 历史
前身是创建于1959年的厦门市妇幼保健所。厦门市卫生局于1959年7月14日成立厦门市妇幼保健所，租用古城西路139号一楼私房一厅两房作为临时办公用房。1964年迁至思明西路14号，文革期间，市妇幼保健所和全市妇幼保健机构被迫“斗、批、散”，机构合并于厦门市卫生防疫站，人员下放农村、基层，妇幼保健工作全部停顿。1974年5月恢复，附属于后江埭第一门诊部。1976年，暂借厦门卫校的一个教室办公，工作人员10人。设有妇幼保健、儿童保健和行政三股。1979年，福建省卫生厅拨出基建专款11万人民币元，在公园西路6号兴建六层办公楼1座，建筑面积2400平方米，1980年1月落成，人员编制25人。1996年，厦门市政府将改善妇幼保健所条件列入该年为民办实事项目。经上级批准，厦门市妇幼保健所更名为厦门市妇幼保健院，规格为副县（处）级。1998年，医院妇保部迁入溪岸路174号，儿保仍在公园西路6号。2002年，医院租用太平洋广场三楼开展工作（年租金100万），建筑面积4745平方米。2003年，厦门市政府对全市医疗资源的调整，同意医院的机构规格升格为县（处）级。是年，上级批复同意市妇幼保健院使用第二名称“厦门市林巧稚妇儿医院”，同时将厦门市妇幼保健院定位三级医院。2004年5月迁入镇海路10号，使用面积14040平方米。2005年扩建二期，2007年2月5日启用。2009年2月，新医疗保健综合楼启用